# Lothar Machura
Lothar Machura (* 13. Dezember 1909 in Jägerndorf, Schlesien; † 23. Mai 1982 in Wien) war ein österreichischer Museumskurator. Er gilt zusammen mit Curt Fossel als geistiger Vater der Naturparkbewegung in Österreich.

## Leben und Wirken
Machura besuchte die Lehrerbildungsanstalt in Wien III., an der er am 24. Juni 1929 die Reifeprüfung ablegte. Am 8. März 1932 bestand er am Bundesrealgymnasium in Wien II. die Ergänzungsmatura für Realgymnasien, inskribierte in der Folge an der Universität Wien Philosophie und wurde am 9. November 1935 auf Basis der Dissertation Ökologische Studien im Salzlackengebiet des Neusiedlersees, mit besonderer Berücksichtigung der halophilen Koleopteren- und Rhynchotenarten und ihrer geographischen Verbreitung zum Dr. phil. promoviert. Außerdem legte er am 9. Dezember 1936 die Lehrbefähigungsprüfung für allgemeine Volksschulen ab.
Machura war von 1935 bis 1970 am Niederösterreichischen Landesmuseum in Wien tätig. Dort leitete er zuletzt die naturwissenschaftliche Abteilung des Hauses. Auf ihn gehen zahlreiche Neugründungen von Museen zurück, so des Donaumuseums im Schloss Orth, des Jagdmuseums in Marchegg und des Geologogischen Freilichtmuseums Blockheide in Gmünd. Zentrales Anliegen Machuras war es dabei stets, den Stadtbewohnern Wiens die Natur Niederösterreichs zugänglich zu machen.
Zeit seines Lebens setzte er sich zudem für die Bewahrung der Natur und den Schutz der Landschaft ein. 1949 gründete er zusammen mit Gustav Wendelberger das Institut für Naturschutz und Landschaftspflege (INL) und war später Referent für Naturschutz der niederösterreichischen Landesregierung. In den 1960er Jahren war er maßgeblich an der Einrichtung der ersten sechs Naturparks in Österreich beteiligt.

## Werke (Auswahl)
- Lebensbilder aus Niederdonau. Ein Querschnitt durch das naturkundliche Leben unseres Gaues. Kühne, Wien (u. a.) 1943, OBV.
- —, Karl Dopler: Jagd und Naturschutz. Österreichischer Naturschutzbund, Wien 1954, ONB.
- Reklame und Landschaftsschutz. Österreichischer Naturschutzbund, Wien 1955, OBV.
- Heimat Gutenstein. Wanderung durch eine historische Landschaft. Verlag Kunst ins Volk, Wien 1955, OBV.
- Um österreichische Nationalparke. Alpen-Nationalpark Hohe Tauern, Steppen-Nationalpark Neusiedler See. Österreichischer Naturschutzbund, Wien 1959, OBV.
- Der Neusiedler See. Ein Kleinod Österreichs. Einführung in Landschaft und Natur sowie ein Kurzführer durch das Seemuseum in Neusiedl. Touristik-Verlag, Wien 1960, OBV.
- Rupert Feuchtmüller, Lothar Machura, Fritz Weber: Niederösterreich. Landschaft, Geschichte, Kultur. Niederösterreichisches Pressehaus, St. Pölten/Wien (u. a.) 1961, OBV.
- Natur, Naturschutz und Landschaftspflege in Niederösterreich. Diese Schrift wurde anläßlich der 50-Jahrfeier des Österreichischen Naturschutzbundes, die vom 4. bis 7. Oktober 1963 in Reichenau, Rax begangen wurde, durch die Landesgruppe Niederösterreich des ÖNB mit Unterstützung des Kulturreferates der N.-Ö. Landesregierung herausgegeben. Schwarcz, Wien 1963, OBV.
- Die Donau und das Donaumuseum im Schloß Petronell Niederösterreich. Eine Text- und Bildfolge zum Verständnis der österreichischen Donaulandschaft und eines ihr gewidmeten Museums. Ausstellungskatalog. Amt der niederösterreichischen Landesregierung (Abteilung III/2 – Kulturabteilung), Wien 1964, OBV.
- Naturparke in Österreich. Erholungslandschaften im Herzen Europas. Österreichischer Naturschutzbund, Wien 1966, OBV.
- Laxenburg – ein Naturpark bei Wien. Eine Darstellung der Geschichte und der Gegenwart mit zahlreichen Bildern und einem Orientierungsplan. Sensen-Verlag, Wien 1966, OBV.